# Zalužnje
Zalužnje je naselje u gradu Leskovcu, Jablanički upravni okrug, Srbija. Prema popisu iz 2022. godine u Zalužnju je živjelo 336 stanovnikа.